# Echosmith
Gli Echosmith sono un gruppo musicale statunitense, formato nel 2009 da quattro fratelli provenienti da Chino, California.
Il gruppo è cresciuto in una famiglia di musicisti, suonando svariati strumenti durante la loro infanzia. La band è stata influenzata da numerosi artisti rock, tra cui Coldplay, U2, The Smiths e The Killers.
Hanno raggiunto il successo con il singolo Cool Kids nel 2013, che ha venduto circa 2 milioni di copie nei soli Stati Uniti e 2,3 milioni di copie in tutto il mondo.
L'unica ragazza del gruppo, Sydney, è la voce principale della band, contribuendo spesso anche con il tamburello e la tastiera, mentre Noah suona il basso e fa il corista. Il fratello minore degli Echosmith, Graham, suona la batteria. Il fratello maggiore, Jamie, suonava la chitarra ed era la voce secondaria fino al 2016, anno in cui ha lasciato il gruppo.

## Formazione

### Formazione attuale
- Sydney Grace Ann Sierota in Quiseng (21 aprile 1997) – voce, chitarra ritmica, pianoforte, tastiera (2009-presente)
- Graham Jeffery David Sierota (5 febbraio 1999) – batteria, percussioni (2009-presente)
- Noah Jeffery David Sierota (1º gennaio 1996) – basso, sintetizzatore, programmazione, cori (2009-presente)

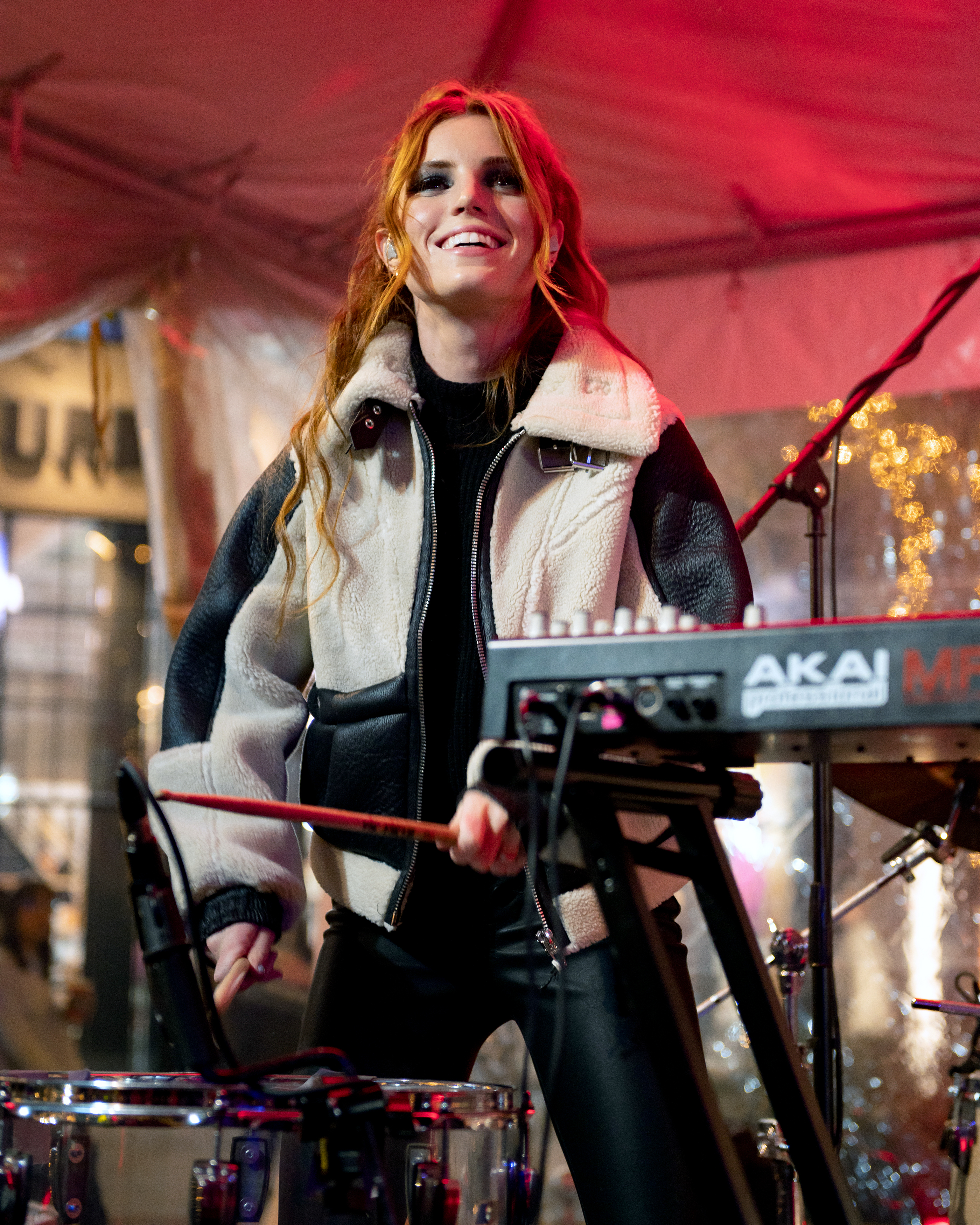
Sydney Sierota durante una esibizione nel 2022.

### Turnisti
- Jacob Evergreen – chitarra, cori (2018)
- Breanne Düren – tastiera, cori (2017)
- Josh Murty – chitarra ritmica, cori (2015-2018)

### Ex componenti
- Jamie Jeffery David Sierota (8 aprile 1993) – chitarra solista, voce secondaria (2009-2016)

## Discografia

### Album in studio
- 2013 – Talking Dreams
- 2020 – Lonely Generation
- 2023 – Echosmith

## Riconoscimenti
MTV Europe Music Awards
- 2015 – Candidatura per il miglior artista rivelazione

Nickelodeon Kids' Choice Awards
- 2015 – Candidatura per la stella nascente preferita

Teen Choice Awards
- 2015 – Candidatura per il miglior gruppo musicale dell'estate
- 2015 – Candidatura per il miglior brano di un gruppo musicale per Cool Kids